# Närkes runinskrifter 18

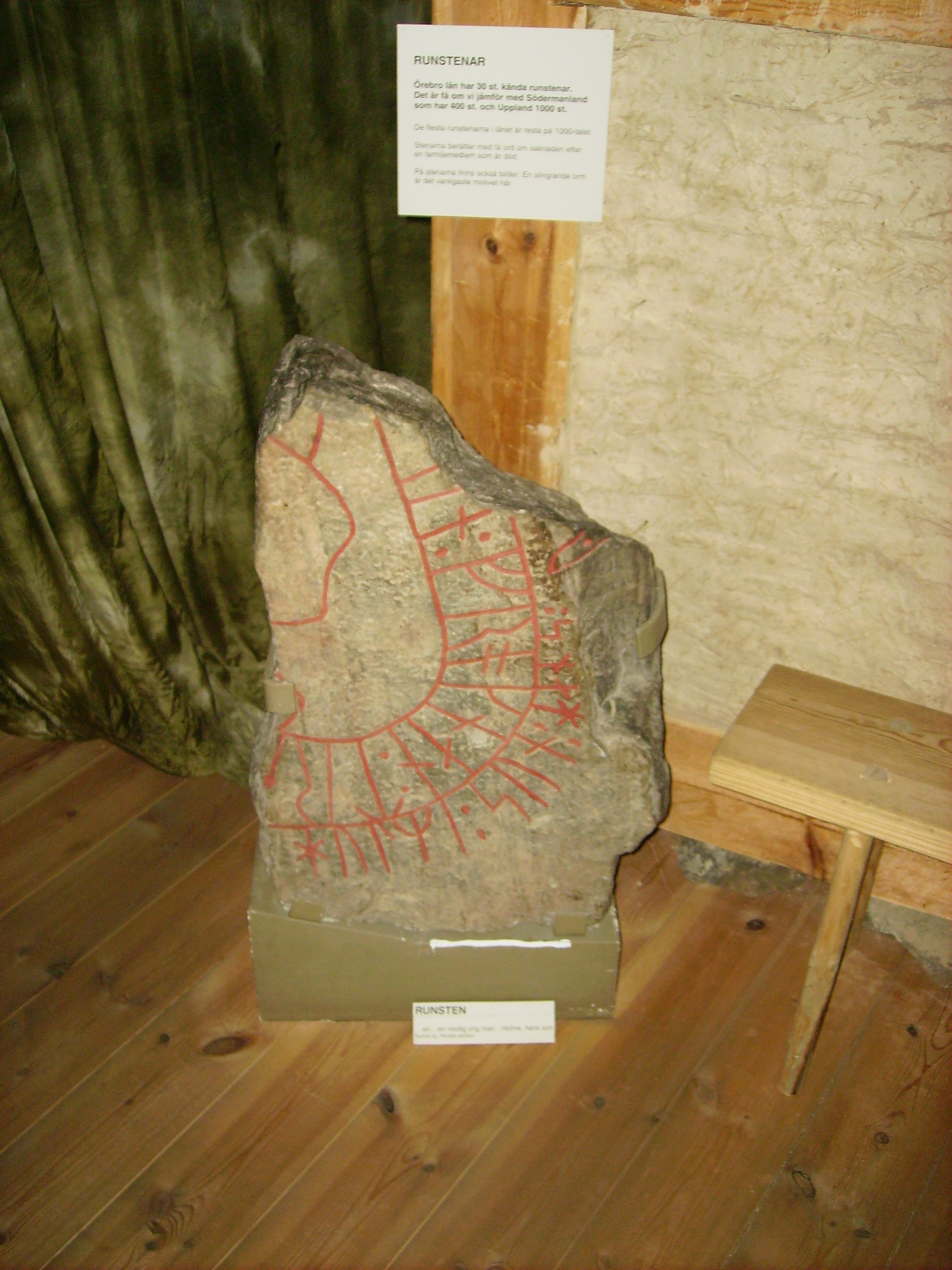
Runstenen på Örebro läns museum

Runinskrift Nä 18 är ett fragment av en runsten som hittats i Kumla by i Hovsta socken, Örebro kommun. 

## Historia
Runstenen ristades förmodligen i mitten av eller i slutet av 1000-talet. 1867 fick Föreningen för Nerikes folkspråk och fornminnens veta att stenen befann sig i en mur i Kumla by i Hovsta socken. Enligt Herman Hofberg hade runstenen blivit sönderslagen 1812 för att sedan bli inlagd i muren till en källarbod i byn. Inte förrän i början av 1860-talet hade fragmentet blivit placerat i stenmuren efter det att källarboden hade rivits. De övriga delarna av runstenen har än idag inte återfunnits och 1868 höll även det kvarvarande fragmentet på att bli bortfört för att användas som fyllning i en stengrav. Hofberg såg först till att stenen fördes tillbaka till sin gamla plats i stenmuren. Samma år fördes stenen till Karolinska läroverket i Örebro och 1887 fördes den härifrån till Örebro läns museum där den fortfarande befinner sig.

## Stenen och dess inskrift
Nä 18 består av grå och finkornig granit och har måtten 75 x 48 x 18 cm. Runornas storlek varierar kraftigt och har enligt S.B.F. Jansson ristats av en framstående runmästare.
Själva inskriften lyder i translitteration
... ...--n : froknan : tre... ... hulmi : sun : hans : ... ...y...,
i normalisering
... [si]nn, frøknan dræ[ng] ... Holmi, sun hans ... ...
och i översättning
”... sin ..., en modig ung man ... Holme, hans son ...”
Stenen är alltså rest av en man som har fått epitetet frøknan dræng men eftersom stora delar av inskriften har gått förlorad går det varken att sluta sig till namnet på den som reste stenen eller på den vid ristningstillfället döde person som stenen är ett minnesmärke över. Visserligen är mansnamnet Holmi  bevarat men det går inte att avgöra vilken funktion han hade. Fragmentet är trots allt detta intressant, vilket beror på förekomsten av det ovanliga adjektivet  frøkn, 'modig, djärv' som bara finns belagt från ett annat ställe i runsvenskan, nämligen på den östgötska Högbystenen.